# Louis Moyse
Louis Moyse (Scheveningen, 14 augustus 1912 - Montpelier (Vermont) (Verenigde Staten), 30 juli 2007) was een bekend Amerikaans-Frans fluitist en componist. Hij was de zoon van de beroemde en invloedrijke Franse fluitist Marcel Moyse. Hij was mede-oprichter van het Marlboro Music School and Festival en hij was docent van vele vooraanstaande fluitisten over de hele wereld. Hij stierf aan hartfalen op 94-jarige leeftijd.
Louis Moyse werd geboren in Scheveningen, tijdens een van zijn vaders tournees. Zijn eerste fluitdocenten waren zijn vader en Philippe Gaubert. Louis Moyse was lid van het succesvolle Moyse Trio, waarin zijn vader fluit speelde, hijzelf piano en zijn ex-vrouw Blanche Honegger viool.
Louis Moyse gaf 27 jaar les aan het Marlboro College, en was docent aan de Boston University en de University of Toronto. Hij ging door met het geven van privélessen in Westport (New York), terwijl hij tournees maakte met zijn vrouw Janet White Moyse, over de hele wereld. Later verhuisde hij naar Montpelier (Vermont), waar hij de laatste negen jaar van zijn leven doorbracht. Hij gaf ook halfjaarlijkse masterclasses en concerten in zijn thuisbasis in Frankrijk, Saint-Amour tot 2004.
Moyse wordt beschouwd als degene die voor de meeste uitgaven van fluitmuziek ter wereld heeft gezorgd. Hij publiceerde in de VS bij G. Schimer, Southern Music, Theodore Pressor, McGinnis & Marx, E. Henry David Music Publishers, in Frankrijk bij LeDuc en in Japan bij Zen-On Music.

## Enkele publicaties
- Louis Moyse Flute Collection, Schirmer
- 40 Little Pieces for Beginning Flutists
- Flute Music by French Composers
- Second Sonata, Op. 60, voor fluit en piano
- Introductie, thema en variaties, voor fluit en piano
- Trois Hommages, voor fluit en piano
- Two Miniatures voor fluit en piano
- Impromptu in Bes majeur, Op. 142, voor fluit en piano
- Sonate voor fluit en piano
- Twaalf fantasieën voor fluit solo
- Suite in a minor, voor fluit en piano
- First Solos for the Flute Player, voor fluit en piano
- Little Pieces for Flute and Guitar, voor fluit en gitaar
- Flute Music By French Composers, voor fluit en piano
- Album Of Flute Duets, 2 fluiten
- Solos for the Flute Player, voor fluit en piano
- Album of Sonatinas for Young Flutists, voor fluit en piano